# Кліо-Спрінгс (Оклахома)
Кліо-Спрінгс (англ. Cleo Springs) — місто (англ. town) в США, в окрузі Мейджор штату Оклахома. Населення — 287 осіб (2020).

## Географія
Кліо-Спрінгс розташоване за координатами 36°24′16″ пн. ш. 98°26′24″ зх. д. / 36.40444° пн. ш. 98.44000° зх. д. (36.404561, -98.440101).  За даними Бюро перепису населення США в 2010 році місто мало площу 1,45 км², уся площа — суходіл.

## Демографія
Згідно з переписом 2010 року, у місті мешкало 338 осіб у 138 домогосподарствах у складі 91 родини. Густота населення становила 233 особи/км².  Було 155 помешкань (107/км²).
Расовий склад населення:
| - 92,6 % — білих - 0,9 % — корінних американців - 0,6 % — чорних або афроамериканців - 0,3 % — азіатів - 4,4 % — осіб інших рас |

До двох чи більше рас належало 1,2 %. Частка іспаномовних становила 7,4 % від усіх жителів.
За віковим діапазоном населення розподілялося таким чином: 25,1 % — особи молодші 18 років, 58,6 % — особи у віці 18—64 років, 16,3 % — особи у віці 65 років та старші. Медіана віку мешканця становила 35,6 року. На 100 осіб жіночої статі у місті припадало 88,8 чоловіків;  на 100 жінок у віці від 18 років та старших — 86,0 чоловіків також старших 18 років.
Середній дохід на одне домашнє господарство  становив 50 882 долари США (медіана — 46 250), а середній дохід на одну сім'ю — 58 998 доларів (медіана — 55 417). За межею бідності перебувало 12,8 % осіб, у тому числі 10,3 % дітей у віці до 18 років та 21,0 % осіб у віці 65 років та старших.
Цивільне працевлаштоване населення становило 137 осіб. Основні галузі зайнятості: сільське господарство, лісництво, риболовля — 24,1 %, публічна адміністрація — 14,6 %, виробництво — 13,9 %.